# دانيال إسكالونا
دانيال إسكالونا (بالهولندية: Daniel Escalona)‏ هو لاعب كرة قدم هولندي في مركز الدفاع، ولد في 4 فبراير 1982 في أروبا في مملكة هولندا. شارك مع منتخب أروبا لكرة القدم. أما مع النوادي، فقد لعب مع SVV Scheveningen ‏.

## وصلات خارجية
- دانيال إسكالونا على موقع قاعدة بيانات كرة القدم.إي يو (الإنجليزية)
- دانيال إسكالونا على موقع ناشيونال فوتبول تيمز (الإنجليزية)